# Modalità (statistica)
In statistica una modalità di un carattere è uno dei suoi possibili valori. Per caratteri quantitativi si usa spesso anche il termine valore.
Ad esempio dato il carattere colore degli occhi alcune possibili modalità sono azzurro, marrone o verde. Oppure dato il carattere età di una persona alcune possibili modalità (espresse in anni) sono 3, 25 o 62.
Solitamente non è possibile determinare a priori le modalità di un carattere dato, esse infatti dipendono dal problema in esame e dal soggetto esaminatore. Ad esempio nel carattere quantitativo altezza le modalità possibili cambiano a seconda dell'approssimazione stabilita.
Le proprietà (logiche, aritmetiche o di altra natura) delle modalità permettono di classificare il carattere.